# Личинкоїд жовточеревий
Личинкоїд жовточеревий (Lobotos oriolinus) — вид горобцеподібних птахів родини личинкоїдових (Campephagidae). Цей малодосліджений вид мешкає в Центральній Африці. Раніше вважався конспецифічним з рудочеревим личинкоїдом.

## Опис
Довжина птаха становить 19 см, довжина дзьоба 13 мм, довжина цівки 18 мм. У самців довжина крила становить 10 см, довжина хвоста 8,5 см, у самиць крила і хвіст коротші. У самців голова, шия, горло і верхня частина грудей чорні, на щоках оранжеві м'ясисті нарости. Решта тіла має яскраво-жовте або оранжеве забарвлення, на крилах з оливковим відтінком. Махові пера чорні. Очі темно-карі, дзьоб і лапи чорні.

## Поширення і екологія
Жовточереві личинкоїди мешкають на півдні Камеруну, в Габоні, Республіці Конго, на сході і північному сході Демократичної Республіки Конго та на південному заході Центральноафриканської Республіки. У 1988 році жовточеревого личинкоїда спостерігали в Нігерії. Жовточереві личинкоїди живуть у вологих рівнинних тропічних лісах і на узліссях, зустрічаються на висоті до 1300 м над рівнем моря. Незважаючи на досить широкий ареал, цей вид є дуже рідкісним.